# Idaea infantilaria
Idaea infantilaria là một loài bướm đêm trong họ Geometridae.